# Миодраг Крчмарик
Миодраг Крчмарик (Власотинце, 1975) српски је глумац.
Најпознатији је по улози Шобајића у ТВ серији Стижу долари. Ванредни је професор на Факултету уметности Универзитета у Приштини.

## Биографија
Крчмарик је рођен 1975. у Власотинцу. Дипломирао је глуму на Факултету уметности Универзитета у Приштини, у класи професора Божидара Димитријевића. Током студирања усавршавао се на радионицама француског глумца и пантомимичара Марсела Марсоа. Тренутно је редовни професор на предметима: сценски покрет, акробатика и сценске борбе на Факултету уметности у Приштини. Аутор је сценског покрета за преко педесет позоришних представа.

## Филмографија
| Год.       | Назив                         | Улога              |
| ---------- | ----------------------------- | ------------------ |
| 2004—2006. | Стижу долари                  | Шобајић            |
| 2010.      | Српски филм                   | Раша               |
| 2011.      | Сестре                        | Пуки               |
| 2012.      | Фолк                          |                    |
| 2013.      | Синђелићи                     | зеленаш            |
| 2016.      | Споразум                      | Муса Ибрахими      |
| 2018.      | Шифра Деспот                  | месар              |
| 2018.      | Јутро ће променити све        | Бранко             |
| 2020.      | Јунаци нашег доба             | Рајко Пушић        |
| 2020.      | Мама и тата се играју рата    | Мирко              |
| 2021.      | Породица (мини-серија)        | Бранко Манасијевић |
| 2021.      | Бележница професора Мишковића | инспектор 1        |
| 2022.      | Клан (ТВ серија)              | чувар              |